# Cerámica blanca del Norte

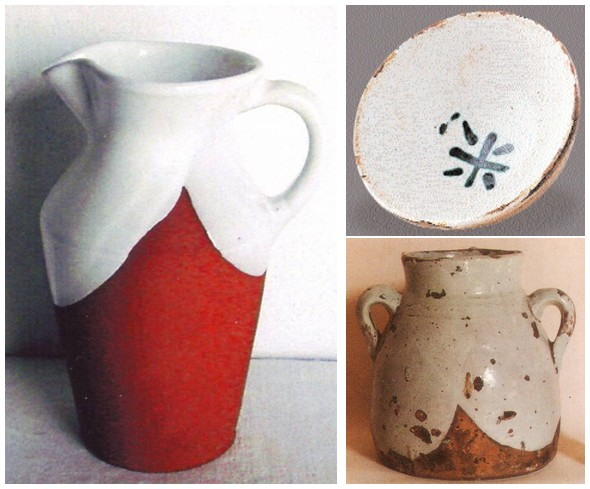
Tres modelos de la típica loza blanca del Norte de España. A la izquierda, una moderna jarra de vino (pitxarra) hecha en Navarrete (La Rioja); y a la derecha, arriba un cuenco o tazón con sencilla decoración azul (alfarería guipuzcoana) y, debajo, una jarra de Haro (La Rioja) del.

Como loza blanca del Norte puede agruparse la alfarería popular esmaltada en blanco producida en diversas zonas geográficas de Cantabria, País Vasco, Navarra, La Rioja, Pirineos y el Sur de Francia. En cacharrería es la alternativa septentrional a las vajillas andaluzas de blanco Triana, o a las series blancas manchegas.

## Detalles de la técnica
La técnica alfarera del vidriado, aplicada ya en Persia y Asia Menor hacia el año 3000  a. C., llegó a la península ibérica con los árabes, en los siglos X y XI.  Se ha documentado asimismo, entre los siglos décimo y duodécimo, la técnica específica estannífera que da como resultado el característico vidriado blanco.
Las decoraciones en otros colores se conseguían con el óxido de cobre para el verde, el de cobalto para el azul y el de manganeso para el marrón o morado negruzco. Este último servía además para perfilar los dibujos realizados con otros colores, sobre todo el verde, dando cuerpo a la llamada técnica verde y manganeso. Por su parte, el azul, muy habitual en la producción de Eguileta, Erenchun, Elburgo y Vitoria, probablemente llegó a los alfares del Norte remontando el valle del río Ebro, desarrollado por los artesanos moriscos de Aragón y La Rioja, tras ser introducido en la cerámica andalusí en el siglo XIII.

### Molinos hidráulicos
Etnólogos como Barandiarán, Aranzadi e Ibabe han desarrollado el estudio de un capítulo paralelo de la alfarería popular vasca: el molido alfarero. Diferencian dos tipos, los "molinos manuales", utilizados por los olleros para moler sus barnices desde la segunda Edad de Hierro, y los "molinos hidráulicos", simples molinos harineros adaptados para trabajos de alfarería; estos últimos se hayan documentados en Galarreta, Elosu, en Echevarría —en el pago del monte Mendibil— y en especial el de Cegama, obra de Francisco José Arregi, que además de moler barnices batía las tierras.

## Focos de loza blanca en Cantabria

### Fábricas de loza fina
En la antigua provincia de Santander, como en el resto del Norte español, las industrias de loza fina que nacieron con la Ilustración se instalaron cerca de la costa cantábrica, próximas a las vías de comercio naviero. Así ocurrió con las de Isla, Posadoiros, las menores de Noja y Las Llamas, y la más importante y duradera, la de Galizano, citada por Pascual Madoz. Todas ellas intentaron competir con las lozas finas importadas del extranjero, sin poder superar el inconveniente económico del alto precio del plomo y el estaño, indispensables para el baño esmaltador.

### LasTalaverasde Pas
Con este sonoro título se conoce, solo por referencias documentales, la producción de loza blanca registrada en el Valle del Pas, sin que se haya descubierto el emplazamiento de sus alfares. En el Museo Nacional de Antropología se conservan jarros de loza basta y rudimentaria, vidriados en blanco de estaño y decoración azul oscuro, atribuidos a este foco cántabro del siglo XVIII.

#### Otros alfares cántabros
Recogidos en los diccionarios de Miñano y Madoz y glosados por el etnógrafo montañés Adriano García Lomas, queda referencia de alfares populares en el interior: zona de Trasmiera, ollerías de Cos, en Mazcuerras, y en puntos de los valles de Cabuérniga y Perozo.

## Loza blanca del País Vasco
Una de las mayores señas de identidad del vidriado en todo el País Vasco es el barniz blanco conseguido por la calcinación de estaño, plomo y arena.

### Mercados de Cegama y Orduña

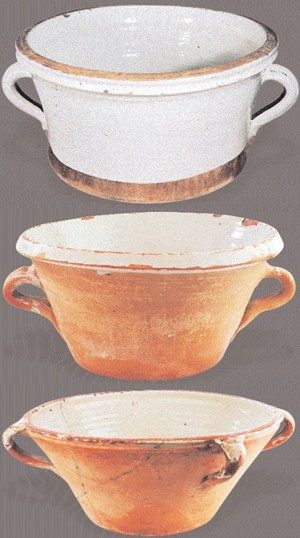
Tres modelos o tipos de barreños (lurrapila, lurrapilla, lebrillo) de la típica loza blanca del Norte de España. Ejemplares fabricados en el y en el País Vasco.

Cegama, al sur de Guipúzcoa, y Orduña, en el límite de Vizcaya con Álava, entre finales del siglo XVII a mediados del XX, albergó los alfares más populares y con mayor peso en la producción de loza blanca. Madoz anotaba en Cegama dos fábricas de loza ordinaria, de las que salían las típicas piezas esmaltadas de blanco por dentro y ocasionalmente con un mandil exterior: tazas y tazones, platos (platerak), jarras (pitxarra), barreños (lurraspila), potes, bebederos para animales, mantequeras (gantza-eltzeak), botijos (txongila).

#### Pipas blancas de fumar
De loza eran las pipas blancas introducidas en el País Vasco por los Heppe, alfareros oriundos de Lorena, probablemente reclamados por la fábrica vizcaína de loza fina de San Mamés, y luego establecidos por su cuenta. Seseña anota que los Heppe fabricaron también juguetes, palomas de engaño y loza ordinaria.

### Loza blanca alavesa
A finales del siglo XVIII, el ilustrado Landázuri afirmaba que "el color de la loza alavesa es de barniz blanco con flores azules, a excepción de la que se trabaja en el pueblo de Ullíbarri de los Olleros que es encarnada o bien entre pajizo y verde...". Más recientemente, Natacha Seseña enumera los siguientes centros fabricantes de loza blanca en territorio alavés:
- La capital, Vitoria, con tres fábricas hasta finales del siglo XIX; loza blanca con flores azules.
- En Narvaja hay referencias de final del siglo XVIII sobre la actividad de la familia Boie, original de Francia, que dejaron de trabajar hacia 1850. Tras la guerra civil española y la casi total destrucción de todos los alfares de la localidad, llegó, procedente de Elosu Fructuoso Fernández de Larrinoa, que fundó junto con su hijo la Alfarería Larrinoa y Garmendia, quizá la última ollería importante del País Vasco.[9] De entre sus piezas más características: los jarros de vino (pitxarra) y los tarros para requesón (koipe-eta).
- Mencionar también los focos de Eguino, Gojain, Amézaga y Murguía.

#### Otros alfares vasco-navarros
- Amorebieta tuvo en su barrio de Kortederra una importante industria locera en la década de 1950. Fueron típicas sus blancas pilitas benditeras y las singulares pedarras.
- En la capital vizcaína, la Casa de Misericordia de Bilbao fabricó loza ordinaria, citada en los diccionarios de Sebastián Miñano y Pascual Madoz.
- En Marañón (Navarra) y sobre todo en las fábricas de loza "La Talavera" y "Nueva Talavera" (fundadas en Pamplona en 1787 y 1851, respectivamente), se hizo abundante loza común estannífera para el consumo popular.

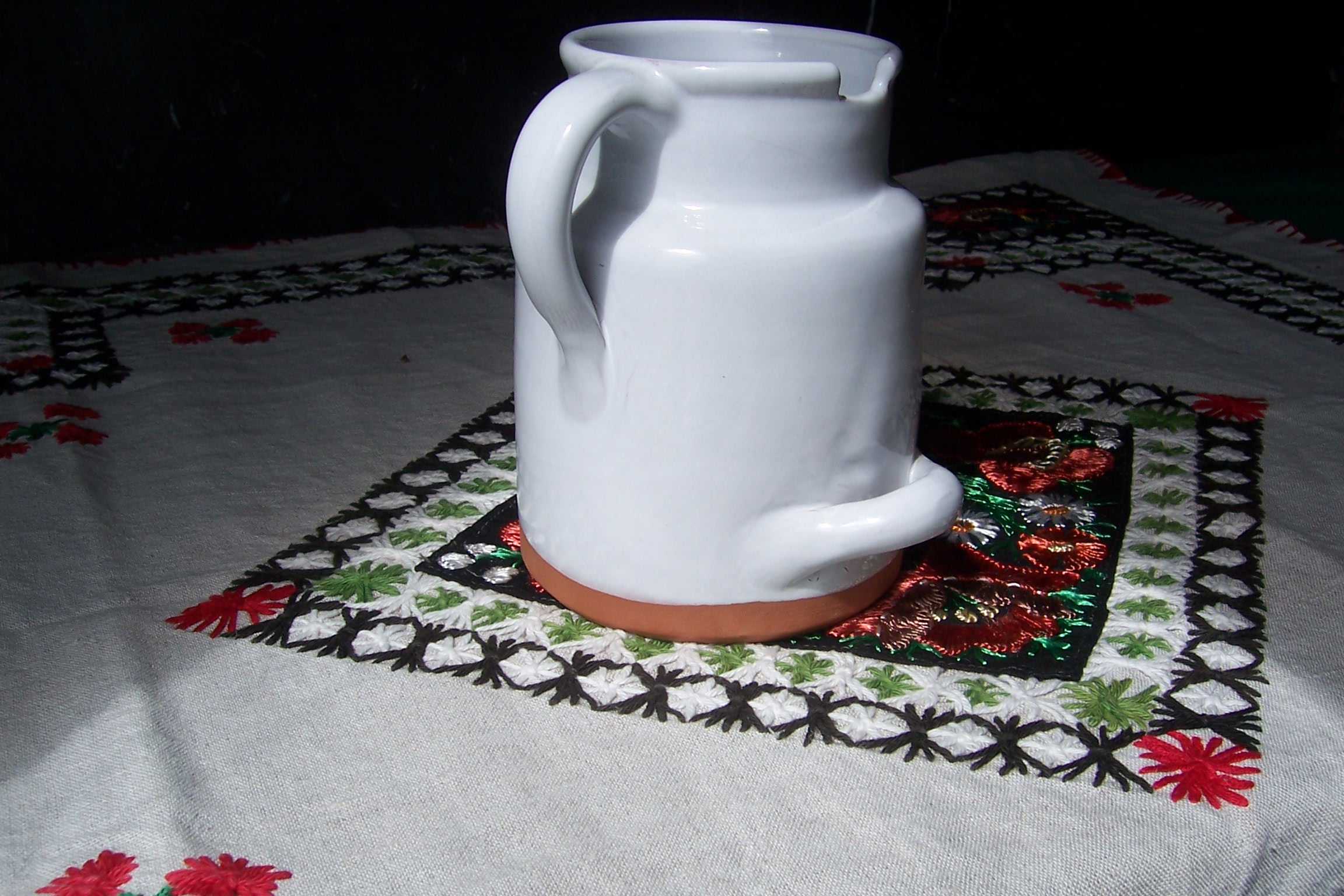
Jarro medidor de leche, tarro de ordeño. Alfarería de Antonio Naharro, Navarrete (La Rioja). Este tipo de piezas de vidriado de un blanco purísimo (estannífero), se han visto también en el alfar de José Ortiz de Zárate (Villarreal de Álava), y en centros más alejados, como Santillana del Mar (Santander).

## Loza blanca riojana. Navarrete
Haro, foco alfarero documentado desde el siglo XIV hasta el XX, llegó a tener en el XIX la importante fábrica de loza fina de San Carlos. De entre las piezas características de su producción, destacan los jarros y jarras de base ancha y dos asas, ornamentados con siluetas de aves pintadas con cobalto sucio y un poco de manganeso; la más típica de Haro era la terraza, especie de gran copa con pie ancho, vidriada en blanco y decorada en azul con flores sencillas.
En Navarrete, desde finales del siglo XX, el alfar de Antonio Naharro Flores, oriundo de Salvatierra de los Barros (Badajoz), ha sabido mezclar el peso de la tradicional maestría extremeña con señas de identidad riojanas y de desaparecidas alfarerías fronterizas, especialmente la característica loza blanca alavesa de Narvaja.

Loza blanca en la pintura española
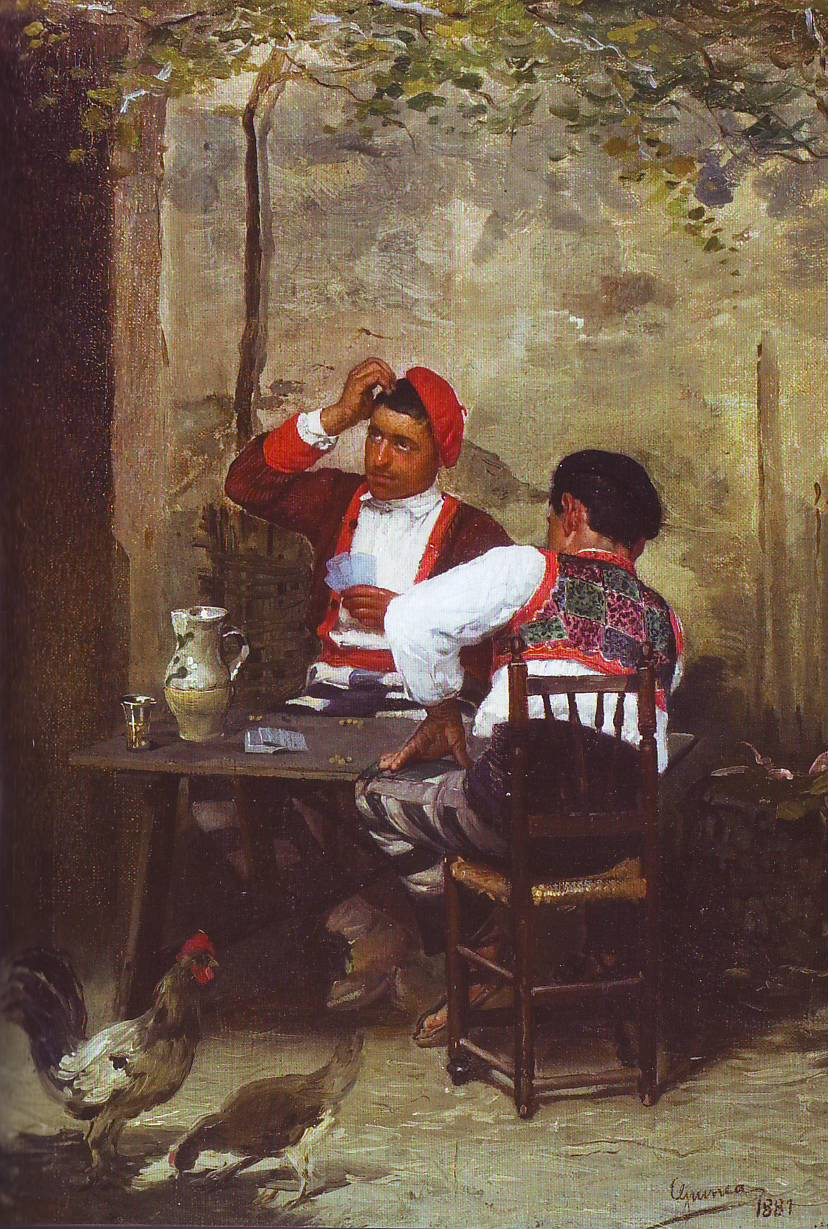
Jarra de loza blanca del Norte en el óleo sobre tabla sin título (jugadores de cartas en una taberna), obra de Anselmo Guinea en 1881.
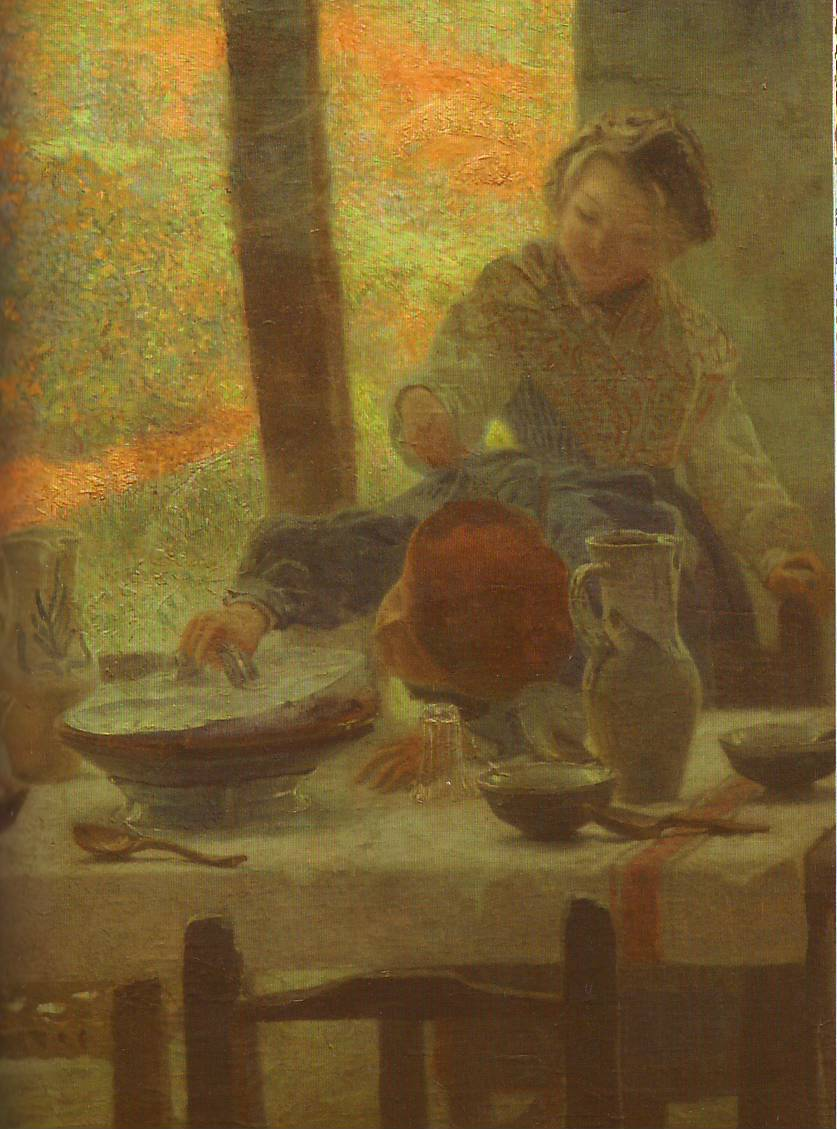
Detalle de la mesa con loza blanca, en el óleo titulado Cristiano, pintado en 1897 por Guinea. Conservado en el Casa Consistorial de Bilbao.
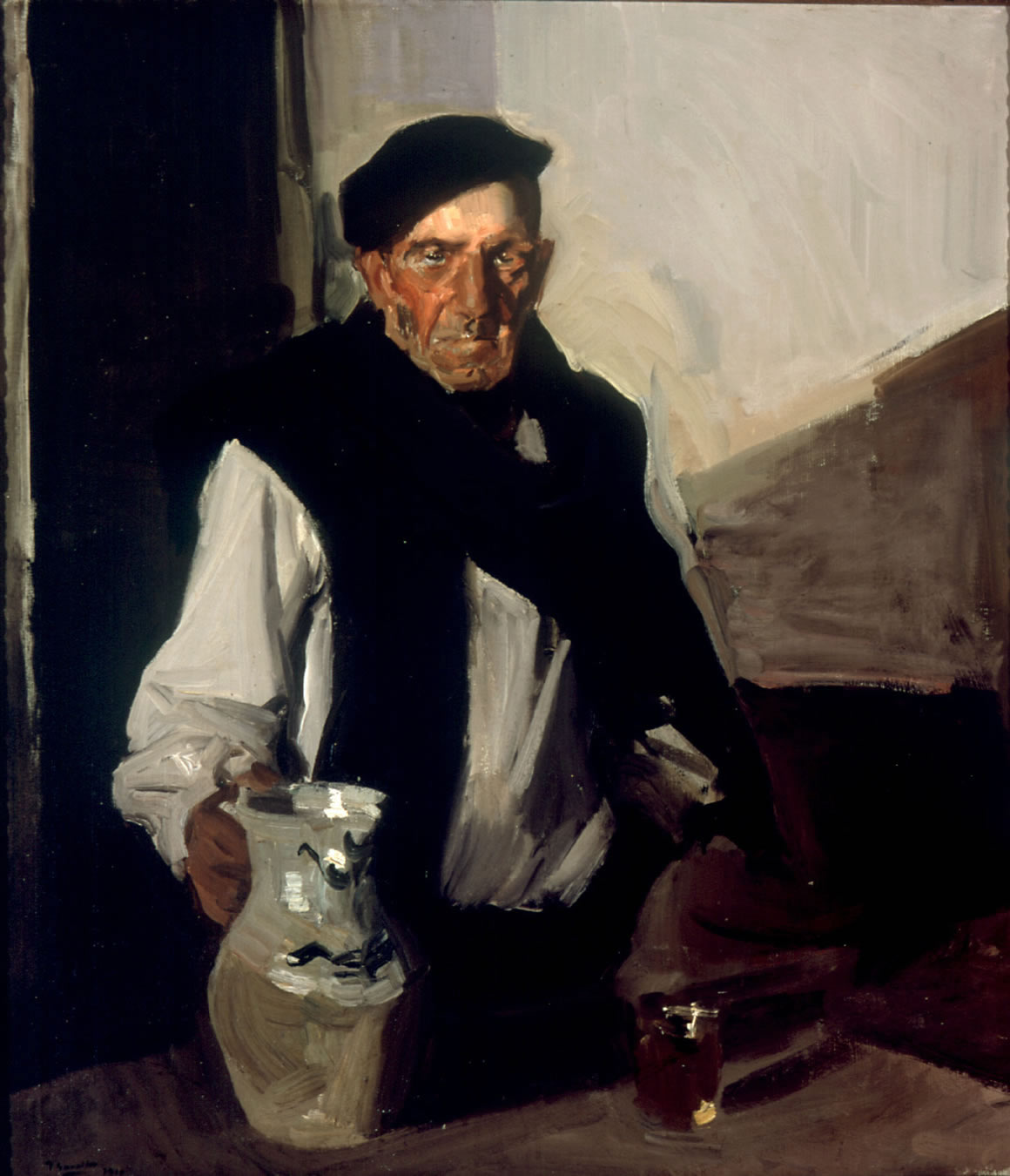
Joaquín Sorolla "Tipos de Zarauz", óleo sobre lienzo 116x101 cm. Museo de Málaga.[nota 6]